# Rosario Marin

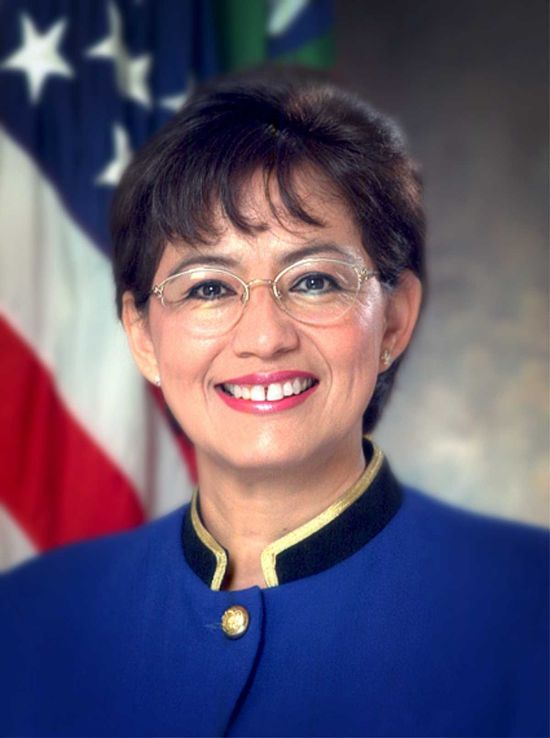
Rosario Marin

Rosario Marin, geborene Spindola (* 4. April 1958 in Mexiko-Stadt), ist eine US-amerikanische Regierungsbeamtin. Sie war vom 16. August 2001 bis zu ihrem Rücktritt am 30. Juni 2003 Treasurer of the United States. Sie ist die erste Person seit William Clark in diesem Amt, die nicht in den Vereinigten Staaten geboren wurde.

## Privatleben
Rosario Marin ist die Tochter von Mariano Spindola. Ihr Vater holte die Familie 1972 per Visa in die Vereinigten Staaten nach, welche von seinem damaligen Arbeitgeber, einem Etikettenhersteller in Kalifornien, bereitgestellt wurden. Der Umzug stieß zunächst bei Rosario wegen ihrer bevorstehende Quinceañera und ihrer Angst ihre Bräuche und Traditionen hinter sich zu lassen auf Widerstand. Marins Familie ließ sich in Huntington Park (Kalifornien) nieder, wo ihr Vater als Hausmeister und ihre Mutter als Näherin Arbeit fanden. Die Familie besucht noch heute in regelmäßigen Abständen ihre alte Heimat in Mexiko, wo sie jeweils eine kleine Fiesta dieser zu Ehren feiern.
Ihre schlechten Englischkenntnisse waren ein weiterer Grund dafür, dass sich Marin weigerte, in die Vereinigten Staaten zu kommen. In der High School wurde ein Intelligenztest bei ihr durchgeführt, bei dem sie 27 von 100 Punkten erzielte und in der Folge ihr eine geistige Behinderung nachgesagt wurde. Diese niedrige Punktzahl inspirierte Marin die Sprache schnell zu erlernen. Dafür hörte sie die Songs im Radio und wiederholte die Wörter. 1976 gehörte sie zu den besten 20 ihrer Klasse, welche 500 Schüler umfasste, und graduierte mit Auszeichnung.
Ihre Familie hatte ursprünglich gewollt, dass sie auf eine weitere Ausbildung verzichtet und sich eine Arbeit sucht, um die Familie finanziell zu unterstützen und ihrer Mutter bei der Betreuung ihrer Geschwister zu helfen. Marin schloss einen Kompromiss ab, am Tag ging sie arbeiten und in der Nacht besuchte sie das East Los Angeles College (ELAC). Nachdem sie 1980 ihren Abschluss machte, besuchte sie dann die Abendkurse am Los Angeles Campus der California State University (CSULA). Marin graduierte dort 1983 mit einem Bachelor of Science in Business Administration. 1984 wurde sie eingebürgert.
In den frühen 1980er-Jahren heiratete sie Alvaro „Alex“ Marin, einen Einwanderer aus Nicaragua. Ihr Ehemann graduierte auch am CSULA, wo er 1979 ein Diplom in Soziologie erhielt. 2002 arbeitete er als Systemanalytiker für die Stadt Los Angeles.
Marin hat ursprünglich eine Laufbahn in der Finanzwirtschaft verfolgt. Während sie die CSULA besuchte, erhielt sie 1981 eine Anstellung als Hilfsrezeptionistin in der City National Bank in Beverly Hills. Nach mehreren Beförderungen stand sie kurz davor, stellvertretende Vizepräsidentin zu werden. Allerdings wurde 1985 ihr Sohn Eric mit Down-Syndrom geboren, so dass sie im folgenden Jahr ihre Anstellung kündigte, um für ihn zu sorgen. Zu jenem Zeitpunkt unterbrach sie auch ihr MBA-Studium, in welchem sie eingeschrieben war.
Das Befinden ihres Sohnes inspirierte Marin, ein Advocate für Geistigbehinderte zu werden. Während dieser Zeit gründete sie die erste Selbsthilfegruppe für hispanische Eltern von Kindern mit Down-Syndrom, Fuerza Inc., eine Organisation, die sich dem Bereitstellen von Dienstleistungen und der Unterstützung von geistig behinderten Kindern widmete sowie Einfluss auf Staatsbeamte in Sacramento in ihren Namen nahm. Zu jener Zeit beriet sie auch schwangere Frauen mit behinderten Kindern. Als Folge davon wurde sie eine Befürworterin des Abtreibungsrechts.

## Politische Laufbahn

### Staatsdienst
Infolge ihrer Lobbyarbeit wurde die Regierung auf sie aufmerksam. 1992 ernannte sie der Gouverneur von Kalifornien, Pete Wilson, zum Chief of Legislative Affairs im Department of Developmental Services (DDS). In ihrer neuen Funktion setzte sie sich weiter für die Förderung von Geistigbehinderten ein. Zwei Jahre später wurde sie Vorsitzende im Council on Developmental Disabilities, wo sie weiterhin für Geistigbehinderte und ihre Familien eintrat. Für ihre Arbeit im Namen der Geistigbehinderten erhielt Marin 1995 den „Rose Fitzgerald Kennedy Prize“ von den Vereinten Nationen. Sie war die zweite Person, die diese Auszeichnung erhielt. 1996 wurde sie dann zum Assistant Deputy Director für das Department of Social Services ernannt.
Als sie noch 1994 in der Administration von Wilson tätig war, kandidierte sie erfolgreich für einen Stadtratssitz in Huntington Park. Sie saß sieben Jahre lang im Stadtrat, darunter eine Amtszeit als Bürgermeister von 1999 bis 2000. Sie war die erste hispanische Person, welche diesen Posten bekleidete. Während ihrer Amtszeit wurde Marin als eine Politikerin von Recht und Ordnung bekannt. In diesem Zusammenhang war sie für verschiedene öffentliche Sicherheitsinitiativen verantwortlich, welche den Polizeidienst reformierten, dessen Finanzierung steigerte und die Kriminalität um 50 % reduzierten. Ferner richtete sie als Reaktion auf eine Regierungsstudie betreffend Luftverschmutzung, welche Huntington Park als eine von mehreren Gemeinden als besonders gefährdet auflistete, eine Task Force zum Zweck der Bekämpfung dieser, und lancierte eine Razzia auf einem Schwarzmarkt für gefälschte Dokumente. Trotz ihrer politischen Orientierung wurde sie 1999 mit überwältigender Mehrheit in den Stadtrat wiedergewählt.
Bei Stadtratssitzungen war sie dafür bekannt, eine harte, aber auch manchmal spalterische Teilnehmerin zu sein. Ihre Gegner warfen ihr eine raue Handlungsweise vor, während ihre Bundesgenossen ihr sogar eine gewisse Arroganz bescheinigten. 2000 erhielt sie durch den Stadtrat einen Tadel wegen ihres unhöflichen Verhaltens gegenüber Mitgliedern des Stadtrats und Bürgern. Kritiker warfen ihr auch vor, Stadtratssitzungen zu versäumen und ihr Reisebudget zu missbrauchen. Ihren unwahrscheinlichen Wahlsieg begründeten sie durch die „misrepresenting her true political leanings“ und einen „savvy use of the Spanish media.“
Während der ersten Jahre im Stadtrat fuhr Marin fort, für Gouverneur Wilson zu arbeiten. In diesem Zusammenhang wurde sie 1997 zum stellvertretenden Direktor im Office of Community Relations in Los Angeles ernannt. Als öffentliches Gesicht der Administration gegenüber den Hispanos musste Marin das heikle Gesetzesvorhaben 187 und anderer Themen bzgl. illegaler Einwanderung behandeln, welche Gegenstand hitziger Debatten innerhalb des Staates waren. Das Gesetzesvorhaben 187 war besonders in Huntington Park unbeliebt – eine Stadt, die Marin selbst als „the most Mexican city outside Mexico“ bezeichnete. Während sie persönlich gegen das kontroverse Gesetzesvorhaben war, wurde Marin von der Administration dazu aufgefordert, dessen Position zu unterstützen.
Während dieser Zeit diente Marin als Beamtin in mehreren Kommissionen: Präsidentin im Mayors and Councils Department of the League of California Cities, stellvertretende Vorsitzende vom Latino Caucus und Vorsitzende in der Southeast Community Development Corporation. Sie war auch Mitglied verschiedener Gremien, wie der California Film Commission, der Special Olympics und der National Association of Latino Elected Officials. 1998 absolvierte sie das John F. Kennedy School of Government Programm für leitende Angestellte im Staat und der lokalen Regierung. Daneben arbeitete sie in ihren letzten zwei Amtsjahren auch für die AT&T Corporation als Public Relations Manager für den hispanischen Markt in der Region Südkalifornien.
Marin war weiterhin für die Republikanische Partei aktiv. Auf Landesebene nahm sie 1996 als Delegierte für Kalifornien an der Republican National Convention teil. Darüber hinaus war sie Vizepräsidentin der California Republican National Hispanic Assembly.
Auf nationaler Ebene war Marin 2000 eine glühende Unterstützerin von George W. Bushs Präsidentschaftskampagne. In diesem Zusammenhang traf sie den Gouverneur von Texas, war in Kalifornien in der hispanischen Öffentlichkeitsarbeit tätig und agierte als spanischsprechende Surrogate für ihn. Ihre Reputation und Fachkönnen im Staat wurden von den republikanischen Funktionären wahrgenommen, so dass ihr politisches Prestige innerhalb der Partei drastisch Anstieg. Kurz nach der Wahl von George W. Bush zum US-Präsidenten gehörte Marin zum präsidialen Zirkel.
Im April 2001 nominierte US-Präsident Bush Marin für den Posten des Treasurer of the United States. Sie wurde am 3. August vom US-Senat bestätigt und trat drei Tage später von ihrem Posten im Stadtrat zurück.

### Treasurer of the United States

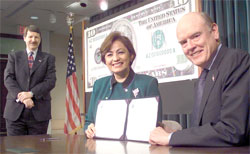
US-Finanzminister John Snow und US-Treasurer Rosario Marin (2003)

Am 16. August 2001 legte Marin ihren Amtseid zum neuen Treasurer ab. Der US-Finanzminister Paul O’Neill leitete die Zeremonie. Marin wurde die ranghöchste Hispano-Amerikanerin in der Administration von US-Präsidenten George W. Bush und als solche vertrat sie diese gegenüber der hispanischen Gemeinschaft.
Zu ihren Aufgaben zählte die Aufsicht über das Bureau of Engraving and Printing und die United States Mint. Daneben war sie aber auch für die Organisierung der ersten finanziell weitreichenden Bildungsbestrebungen des Ministeriums verantwortlich. Darüber hinaus nahm sie an der neuen Partnership for Prosperity Programm zwischen den Vereinigten Staaten und Mexiko teil. Marin war dabei vorwiegend für die Ausbildung von jungen Leuten mit den Schwerpunkten Bildung und Aufrechterhaltung von Finanzstabilität zuständig. Ferner vertrat sie den US-Finanzminister John W. Snow in der President’s Advisory Commission on Educational Excellence for Hispanic Americans.
Wie frühere US-Treasurers diente Marin bei zahlreichen Auftritten im Namen des US-Finanzministeriums als deren öffentliches Gesicht. Am 15. Juni 2002 fungierte sie als Hauptrednerin bei der Abschlussfeier von ihrer Alma Mater, CSULA, wo sie einen Ehrendoktor in Rechtswissenschaft erhielt sowie Lob für ihre Leistungen. Im selben Jahr wurde sie vom Catalina Magazine als „Groundbreaking Latina of the Year“ ausgezeichnet.
Im April 2003 kamen Spekulationen auf, dass Marin bald nach Kalifornien zurückkehren würde, um bei den anstehenden Senatswahlen 2004 als republikanische Kandidatin gegen die demokratische US-Senatorin Barbara Boxer anzutreten. Bei einer Rede in Washington, D.C. an die Kalifornier vernahmen Reporter ihre Angriffe gegen das Budget des demokratischen Gouverneurs Gray Davis.
Am 22. Mai gab das US-Finanzministerium eine Erklärung heraus, wo Marin mit Wirkung zum 30. Juni 2003 von ihrem Posten als US-Treasurer zurücktreten würde und nach Kalifornien zurückzuziehen plane. Presseberichte zu jener Zeit ließen durchblicken, dass sie in den Senatswahlkampf 2004 treten würde.

### NALL
Zusammen mit der Medienunternehmerin Cathy Areu gründete sie 2003 nach ihrem Rücktritt als US-Treasurer die National Association of Latina Leaders (NALL) und war deren erste Vorsitzende.

### US-Senatswahlkampf
Bei den Gouverneurswahlen von 2003 erlitt der amtierende demokratische Gouverneur Gray Davis gegenüber dem gemäßigten Republikaner Arnold Schwarzenegger eine Niederlage. In der Hoffnung, die öffentliche Stimmung jener Zeit zu nutzen, verkündete Marin am 2. Dezember ihre Kandidatur für die republikanische Nominierung für den US-Senat. In einer halbstündigen Rede in ihrer Heimatstadt Huntington Park beschrieb sie sich als gemäßigt und griff zur selben Zeit konservative republikanische Themen auf, wie nationale Sicherheit und niedrige Steuern. Während ihrer anschließenden Kampagne ging sie eine politische Gratwanderung. Dabei versuchte sie sowohl ihre gemäßigte Philosophie zu betonen als auch die konservative Parteibasis nicht zu verprellen.
Marin hob ihre republikanischen Werte hervor, knüpfte in ihrer Redegewandtheit an Ronald Reagan an, verkündete ihre Unterstützung der 726 Milliarden Dollar Steuersenkung von US-Präsidenten George W. Bush und hielt harte Reden betreffend Mexiko. In diesem Zusammenhang hielt sie im Februar 2004 an der Richard Nixon Library in Yorba Linda ihre erste Grundsatzrede in ihrer Kampagne, wo sie mehr Druck auf Mexiko seitens der Vereinigten Staaten forderte, um die bestehenden Verträge anzupassen, damit kriminelle Ausländer abgeschoben werden können. Zur gleichen Zeit betonte sie ihre eigenen Einwandererwurzeln, befürwortete das Gastarbeiterprogramm des US-Präsidenten, welches unpopulär bei den Konservativen war, und äußerte ihre Unterstützung von Eingetragenen Partnerschaften sowie Abtreibungsrechten, wobei sie gegen Spätabtreibungen war und für die elterliche Zustimmung bei Abtreibungen bei Minderjährigen. Ihrer Kandidatur wurden die besten Chancen zugerechnet, US-Senatorin Boxer zu besiegen.
Trotz des Erhalts einer indirekten Bestätigung aus dem Weißen Haus als bevorzugte Kandidatin wurde Marin von ihren republikanischen Parteikollegen attackiert, insbesondere vom ehemaligen Secretary of State of California Bill Jones, dem führenden republikanischen Kandidaten, für ihr Geschwafel ein anderes wichtiges Einwanderthema betreffend: Führerscheine für illegale Einwanderer. Obwohl sie sich gegen das Landesgesetz aussprach, welches 2003 durch den Gouverneur Davis verabschiedet wurde, welches ihnen Führerscheine zugestand, weigerte sie sich der Fraktion auf Bundesebene beizutreten, die durch US-Kongressabgeordneten Tom Tancredo ins Leben gerufen wurde zwecks Bestrafung dieser Staaten. Im Folgenden sprachen sich die Gouverneure Schwarzenegger, ihr alter Boss Wilson und George Deukmejian, alle für Jones aus.
Kritiker äußerten ihren Zweifel, dass Marin aufgrund ihrer geringen Bekanntheit die 25 Millionen Dollar aufbringen könnte, welche sie für ihren Wahlkampf benötigte. Ihre Weigerung, auf wichtige politische Themen einzugehen, zog weitere Kritik nach sich. Währenddessen brachten die Demokraten ihre kontroversen Äußerungen und den Tadel während ihrer Amtszeiten als Stadträtin und Bürgermeisterin vor. Die demokratische US-Kongressabgeordnete Hilda Solis aus Kalifornien und andere zweifelten an ihren Marins Anspruch, da sie 1994 persönlich gegen das Gesetzesvorhaben 187 war, was besonders ärgerlich für die Republikanische Partei in Kalifornien war, aber nicht genug tat, um dies öffentlich zu äußern. Marins Bestrebungen, sich selbst von dem kontroversen Gesetzesentwurf zu distanzieren und sich dem Zentrum anzunähern, wurden als Gehabe abgetan. Im weiteren Verlauf wurde sie von einem hochrangigen hispanischen Demokraten als „a good house Mexican for the Republicans“ bezeichnet.
Während der Primary gab es 10 republikanische Kandidaten. Trotz einer beträchtlichen Anzahl von unentschlossenen Wählern am Wahltag konnte Marin den republikanischen Spitzenkandidaten Jones nicht in Bekanntheit, Finanzierung oder Parteizuspruch überwinden. Am 2. März erreichte Marin mit 20 % den zweiten Platz nach Jones mit 44 %.

### Schwarzenegger Administration
Nach ihrer Niederlage im Wahlkampf für den US-Senat berief sie Gouverneur Schwarzenegger in den Integrated Waste Management Board (IWMB), der staatlichen Abfallagentur (solid waste agency), welche das Recycling überwacht und reguliert. Am 27. April 2004 legte Marin ihren Amtseid ab. Ihre Kollegen wählten sie dann am 21. September desselben Jahres zu ihrer Vorsitzenden.
Am 31. Januar 2006 ernannte sie der Gouverneur zu Secretary der California State and Consumer Services Agency (CSCSA), eine Behörde, welche für die Durchsetzung von Bürgerrechten, des Verbraucherschutzes und der Zulassung von 2,3 Millionen Kalifornier in mehr als 230 verschiedenen Berufen verantwortlich war. Am 7. September erhielt sie während der League of California Cities 108th Annual Conference einen „Lifetime Achievement Award“.
2007 veröffentlichte Marin ihre Memoiren: Leading Between Two Worlds: Lessons from the First Mexican-Born Treasurer of the United States. Im folgenden Jahr erschien die spanische Version vom Verlag Santillana. Am 10. Mai 2008 verlieh ihr die Woodbury University die Ehrendoktorwürde für ihre Leistungen.
Marin setzte ihre Arbeit seitens der Republikanischen Partei fort und sprach am 4. September 2008 als Rednerin bei der Republican National Convention. Am Tag zuvor trat sie zusammen mit anderen prominenten republikanischen Frauen auf und verurteilte die unfairen Angriffe auf die Vizepräsidentschaftskandidatin, Gouverneurin Sarah Palin, durch Medien, Blogger und die Demokratische Partei. Marin wies insbesondere auf ihre Verbindung zu Palin hin, da ihre beiden Kinder das Down-Syndrom haben.
Im Februar 2009 war Marin der Hauptredner bei den California Sustainability Alliance’s 2008 Sustainability Showcase Awards, wo sie die Umgestaltung des Marktes durch die Implementierung von Kaliforniens Green Building Initiative behandelte.

### Ethikverstöße
Am 5. März 2009 trat Marin von ihrem Posten als Leiter der CSCSA zurück. Grund dafür waren Nachforschungen durch die Los Angeles Times zu Rednerhonoraren, welche sie erhalten hatte und auch, dass die Zeitung einen Bericht zu veröffentlichen vorbereitete betreffend eine laufende Untersuchung durch die California Fair Political Practices Commission (CFPPC) zu ihrer Aktivitäten. Ein Sprecher von Gouverneur Schwarzenegger gab eine Erklärung ab, worin Marin gegen die Verwaltungspolitik verstieß, da öffentlichen Beamten der Erhalt von Rednerhonoraren untersagt ist. Marin erwiderte später Folgendes:

„Administration officials knew what she was doing and never advised her to stop.“

Der Bericht der Los Angeles Times und die Untersuchung der CFPPC ergaben, dass zwischen April 2004 und Ende 2007 Marin mehr als 50.000 Dollar für verschiedene Vorträge von der American Program Bureau Lecture Agency erhalten hatte. Zusätzlich gab es Formulare von einem Unternehmen, Marin and Marin, LLC, welches von ihr und ihrem Ehemann gegründet wurde, dass sie pro Rede zwischen 10.000 und 100.000 Dollar als Rednerhonorar erhielt. Die CFPPC führte auf, dass Marin 2007 15.000 Dollar vom Arzneimittelhersteller Pfizer erhalten hatte für die Lobbyarbeit beim Board of Pharmacy, einem regulatorischen Ausschuss unter ihrer Zuständigkeit, und 2008 13.500 Dollar vom Bristol-Myers Squibb für ihre Lobbyarbeit bei Vertretungen, welche sie überwachte. Marin entgegnete, dass die meisten Reden inspirativer Natur waren und dass sie stets das Büro des Gouverneurs und den Senat über diese informierte seit ihrer Ernennung zum IWMB. Die CFPPC hat die Untersuchung ursprünglich ins Leben gerufen, nachdem bei einer Routineprüfung festgestellt wurde, dass Marin ihre Vortragshonorare als Einkommen aufführte.
Im Juni einigte sich Marin mit der CFPPC und gab drei Ethikverstöße zu. Obwohl darauf eine Strafsumme von 15.000 Dollar verhängt wird, wurde Marins Geldstrafe auf 5.400 Dollar reduziert, nachdem die Kommission ihre Position anerkannte, dass sie eine schlechte Rechtsberatung von den Staatsanwälten erhielt betreffend die Administration zu informieren. Schwarzeneggers Büro blieb dabei, dass es keine Kenntnis von ihren Vortragshonoraren hatte.

## Trivia
Ihr Beitritt in die Republikanische Partei (GOP) kurz nach ihrer Einbürgerung wurde maßgeblich von zwei Punkten beeinflusst: ihren Chef in der City National Bank und die Ideologie von US-Präsidenten Ronald Reagan:

„Personal responsibility. Small government. Strong national defense.“

Marin schloss sich 2006 einer geheimen „Stealth Lobbying Campaign“ an, die von der Hypothekenbank Freddie Mac angeführt wurde, um Einfluss auf die Bundesgesetzgebung zu nehmen. Entsprechenden Dokumenten zufolge, an welche die Associated Press (AP) gelangte, hatte das Unternehmen dafür eine einflussreiche Lobby-Agentur genutzt, die DCI Group, für welche sie arbeitete. Die Zielgruppe waren die schlüsselrepublikanischen US-Senatoren. Das Ziel der Kampagne war es, einen Gesetzesentwurf von US-Senator Chuck Hagel (R-NE) abzulehnen, welcher große Auswirkungen auf die Hypothekenbranche haben würde, einschließlich der Hypothekenbanken Freddie Mac und Fannie Mae.
Im Januar 2006 hielt Marin in Helena (Montana) dazu eine Ansprache, wo sie sich gegen das Hagel's Senate Bill 190 Claiming aussprach, welches Menschen mit niedrigem Einkommen es erschweren würde, Hausbesitzer zu werden. In diesem Zusammenhang sagte sie zu den Riesen in der Hypothekenbranche Folgendes:

„They will no longer be able to do what they have been doing.“

Marins Büro bestätigte, dass ihre Besuche in Montana und Missouri zu jener Zeit in Verbindung mit ihrer Arbeit für die DCI Group zu tun hatten. US-Senator Conrad Burns (R-MT) sprach sich gegen den Gesetzesentwurf aus, welcher zum Ende der 109. Kongress-Legislaturperiode scheiterte, genauso wie acht der übrigen anvisierten 16 US-Senatoren, die Ziel der Kampagne waren.